# Bargteheide
Bargteheide là một thị xã ở huyện Stormarn, bang Schleswig-Holstein, Đức. Thị xã nằm giữa các thành phố Ahrensburg và Bad Oldesloe, bên tuyến đường sắt giữa Hamburg và Lübeck. Dân số cuối năm 2006 là 14.417 người.

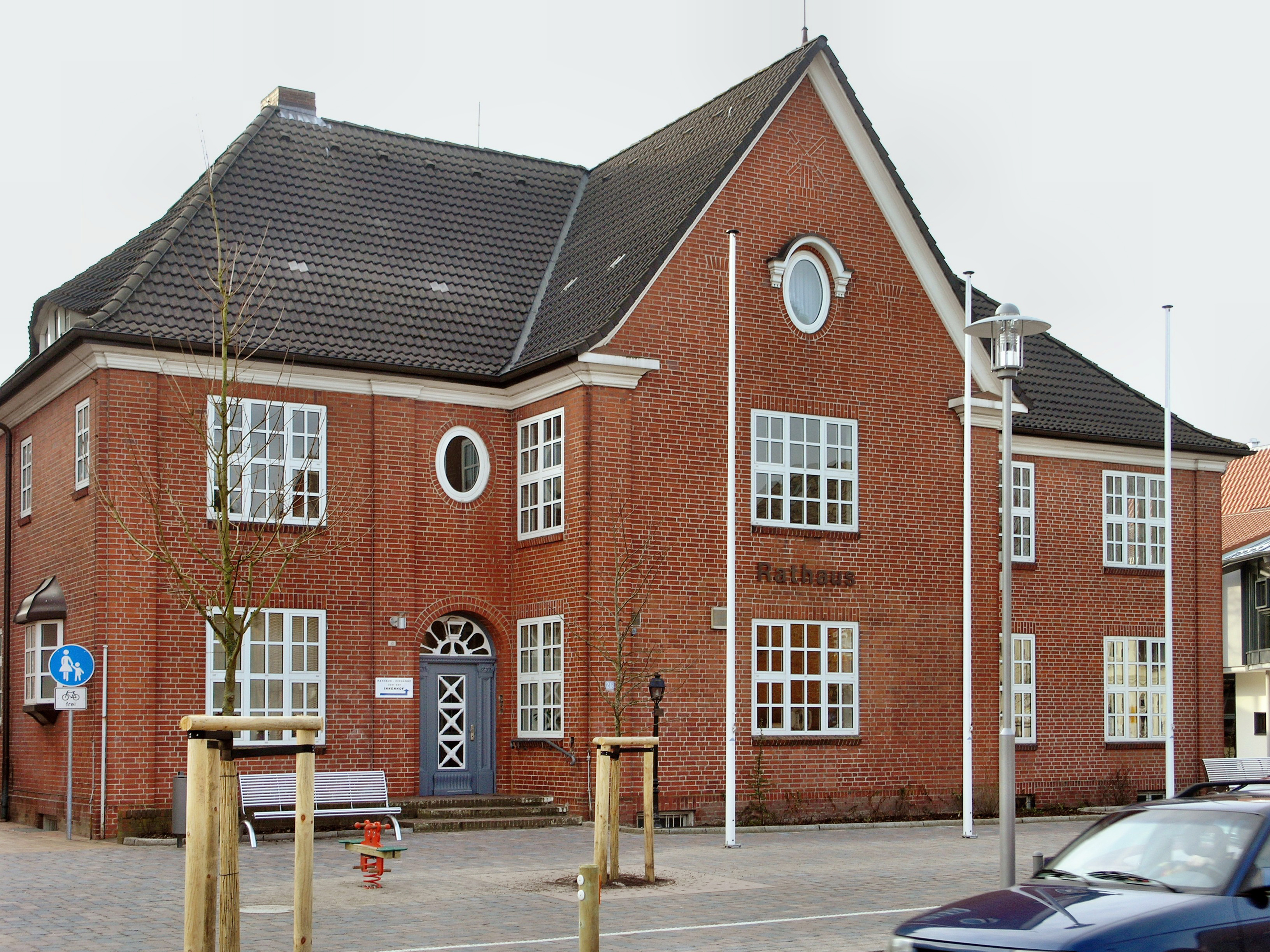
Bargteheide Rathaus